# Exosphaeroma estuarium
Exosphaeroma estuarium is een pissebed uit de familie Sphaeromatidae. De wetenschappelijke naam van de soort is voor het eerst geldig gepubliceerd in 1951 door Barnard.